# Rothschildia aurota
Espèce
Rothschildia aurota est une espèce de papillons de la famille des Saturniidae, de la sous-famille des Saturniinae, de la tribu des Attacini et du genre Rothschildia .

## Historique et dénomination
- L'espèce Rothschildia aurota a été décrite par l'entomologiste hollandais Pieter Cramer en 1755 sous le nom initial de Phalaena aurota[1].

### Synonymie
- Phalaena aurota Cramer, [1775] Protonyme

## Taxinomie
Liste des sous-espèces
- Rothschildia aurota andensis Rothschild, 1907[2]
- Rothschildia aurota speculifera (Walker, 1855)[3]

Synonymie pour cette sous-espèce
Attacus speculifer Walker, 1855
Attacus speculifera Walker, 1855 
Rothschildia speculifera (Walker, 1855)
Rothschildia speculifer (Walker, 1855)